# Guatemala en los Juegos Olímpicos de Calgary 1988
Guatemala estuvo representada en los Juegos Olímpicos de Calgary 1988 por seis deportistas, cinco hombres y una mujer, que compitieron en dos deportes.
El portador de la bandera en la ceremonia de apertura fue el esquiador alpino Alfredo Rego. El equipo olímpico guatemalteco no obtuvo ninguna medalla en estos Juegos.